# Mühldorf, Kärnten
Mühldorf är en ort och kommun  i Österrike. Den ligger i distriktet Spittal an der Drau i förbundslandet Kärnten, 270 km sydväst om huvudstaden Wien. 
Kommunen består av tre orter (Ortschaften) (inom parentes invånarantal 1 januari 2024):
- Mühldorf (911)
- Rappersdorf (88)
- Sachsenweg (5)